# Форт Рајли (Канзас)
Форт Рајли (енгл. Fort Riley) насељено је место без административног статуса у америчкој савезној држави Канзас.

## Демографија
По попису из 2010. године број становника је 7.761, што је 353 (-4,4%) становника мање него 2000. године.
| Група             | 2000.         | 2010.         |
| Белци             | 4.524 (55,8%) | 5.079 (65,4%) |
| Афроамериканци    | 1.995 (24,6%) | 1.235 (15,9%) |
| Азијати           | 170 (2,1%)    | 185 (2,4%)    |
| Хиспаноамериканци | 1.052 (13,0%) | 951 (12,3%)   |
| Укупно            | 8.114         | 7.761         |